# Karśniccy herbu Leliwa
Karśniccy herbu Leliwa – polska rodzina szlachecka.
Karśniccy, którzy pisali się również Karsznicki, wzięli nazwisko od Karśnic w pow. kościańskim, z którego pochodziła również możnowładcza rodzina Granowskich herbu Leliwa. Stąd uważając się za gałąź zarówno tej rodziny, jak i Sieniawskich, pisali się z Granowa. Od XVII w. rodzina występuje na Rusi Czerwonej, w woj. podlaskim i podolskim, gdzie skoligacili się ze znacznymi tam rodzinami: Potockimi herbu Pilawa, Telefusami herbu Łabędź, Suchodolskimi herbu Janina, Balami herbu Gozdawa i Kalinowskimi herbu Kalinowa.
W 1809 r. legitymował się w Wydziale Stanów Galicji z herbem Leliwa, były rotmistrz królewski i pułkownik dragonów, c. k. podkomorzy, Antoni Karśnicki, który uzyskał tytuł hrabiego Austrii. Natomiast przyznany jemu wówczas herb hrabiowski wskazuje raczej, że mógł pochodzić on z innej rodziny Karśnickich, pieczętującej się herbem Jastrzębiec.

## Przedstawiciele rodu
Franciszek Karśnicki (zm. po 1740) – poseł na Sejm 1733
Józef Karśnicki (1675-1732) – cześnik owrucki, podkomorzy halicki, deputat na Trybunał Koronny
Józef Karśnicki (1719-1805) – jezuita,architekt, profesor Collegium Nobilium we Lwowie i Sandomierzu 
Stanisław Karśnicki (1710-1760) – porucznik pancerny, podkomorzy halicki